# Disappear
Disappear ist ein Lied der Girlgroup No Angels und war der deutsche Beitrag für den Eurovision Song Contest 2008. Geschrieben wurde Disappear von Thomas Troelsen, Mikkel R. Sigvardt und Hanne Sørvaag; produziert von Thomas Troelsen und Remee.

## Hintergrund
Im Lied wird beschrieben, wie ein Mensch verlassen wird und damit umgehen muss. Das Stück wurde bereits 2005 von Thomas Troelsen komponiert. Eine Demoversion des Liedes wurde in den Delta Lab Recording Studios von Kopenhagen aufgenommen. Unterstützt wurde er hierbei von Hanne Sørvaag. Diese Demoversion wurde dem A&R-Manager Niklas Hafemann und den No Angels vorgespielt, die dieses Lied für die deutsche Vorentscheidung zum Eurovision Song Contest 2008 Wer singt für Deutschland? auswählten. Sie nahmen Disappear am 22. Dezember 2007 in den Gutleutstudios in Frankfurt am Main auf. Später wurde die Version auf drei Minuten gekürzt, um die Richtlinien des Eurovision Song Contest zu erfüllen. Zum Lied existieren außerdem Remixe, die von Mozart & Friends mit der Unterstützung der No Angels produziert wurden. Der Yin Yang Remix ist eine Piano-Version von Produzent Alf Tuohey, die mit Trip-Hop-Drumloops versetzt wurde. 2011 veröffentlichte die Sängerin Elizma Theron eine Coverversion mit dem Namen Maak my hart jou huis für das Album Oppad na jou.

## Musikvideo

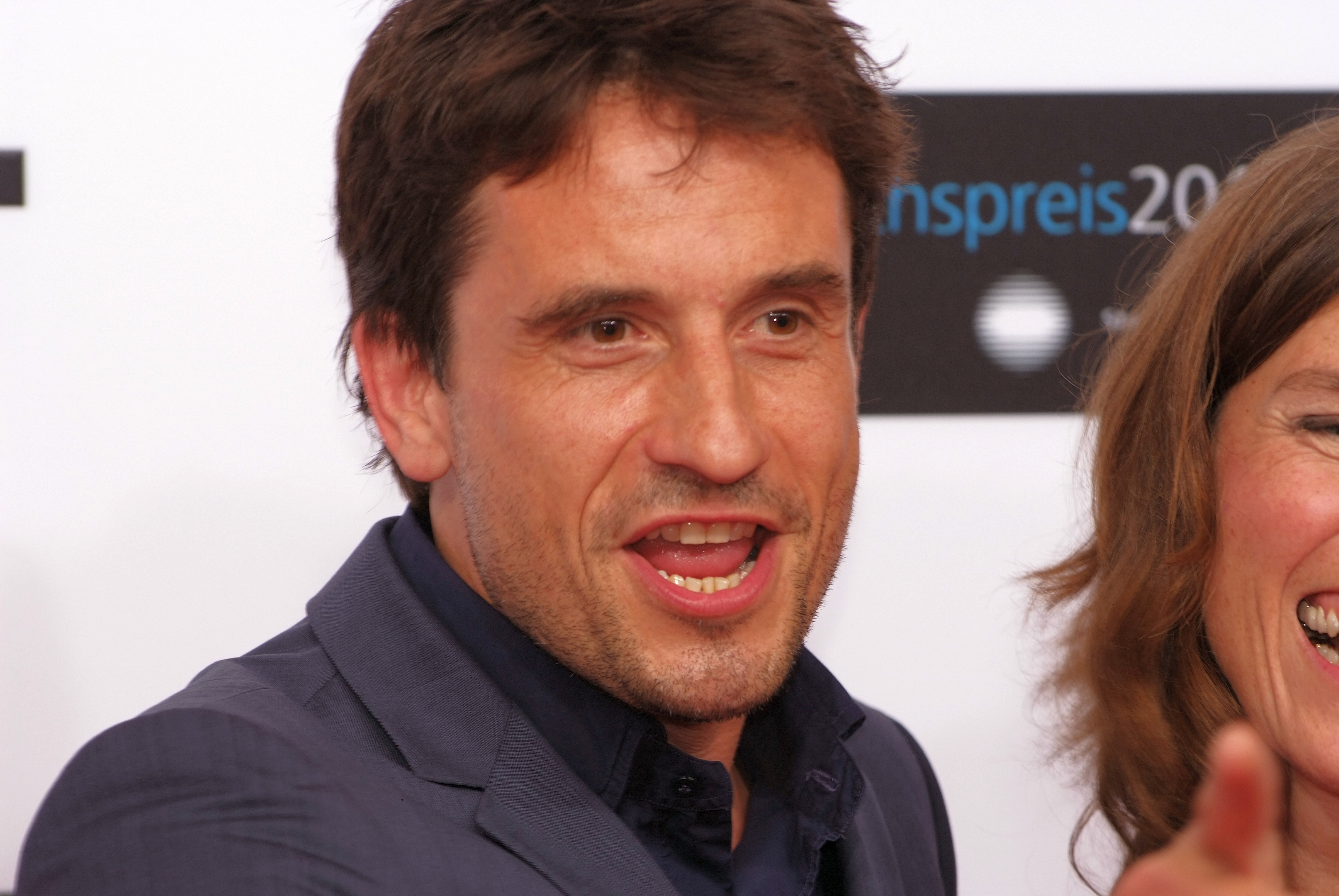
Oliver Mommsen spielte im Musikvideo die Hauptrolle.

Das Musikvideo wurde am 23. Januar 2008 im Schloss  Marquardt bei Potsdam gedreht. Der deutsche Schauspieler Oliver Mommsen trat im Musikvideo auf, nachdem er Lucy Diakovska und Jessica Wahls in der Talkshow Die Tietjen und Dibaba kennengelernt hatte. Das Video entstand unter der Regie von Daniel Lwowski für Katapult Film.
Das Video beginnt damit, dass der Protagonist eine Autopanne mit seinem BMW 2000 hat. Er findet eine leerstehende Villa und betritt diese, dort fühlt er sich beobachtet und ist auf der Suche nach den Beobachtern. Diese Beobachter sind vier weibliche Geister, gespielt von den No Angels, die sich ihm nähern. Allerdings kann er sie nicht sehen, sondern nur spüren. Sobald er sich umdreht, sind sie verschwunden.
Die Weltpremiere des Videos fand am 5. Februar 2008 in der Fernsehsendung VIVA Live des Senders VIVA statt.

## Eurovision Song Contest

### Vorentscheidung zum Eurovision Song Contest in Hamburg

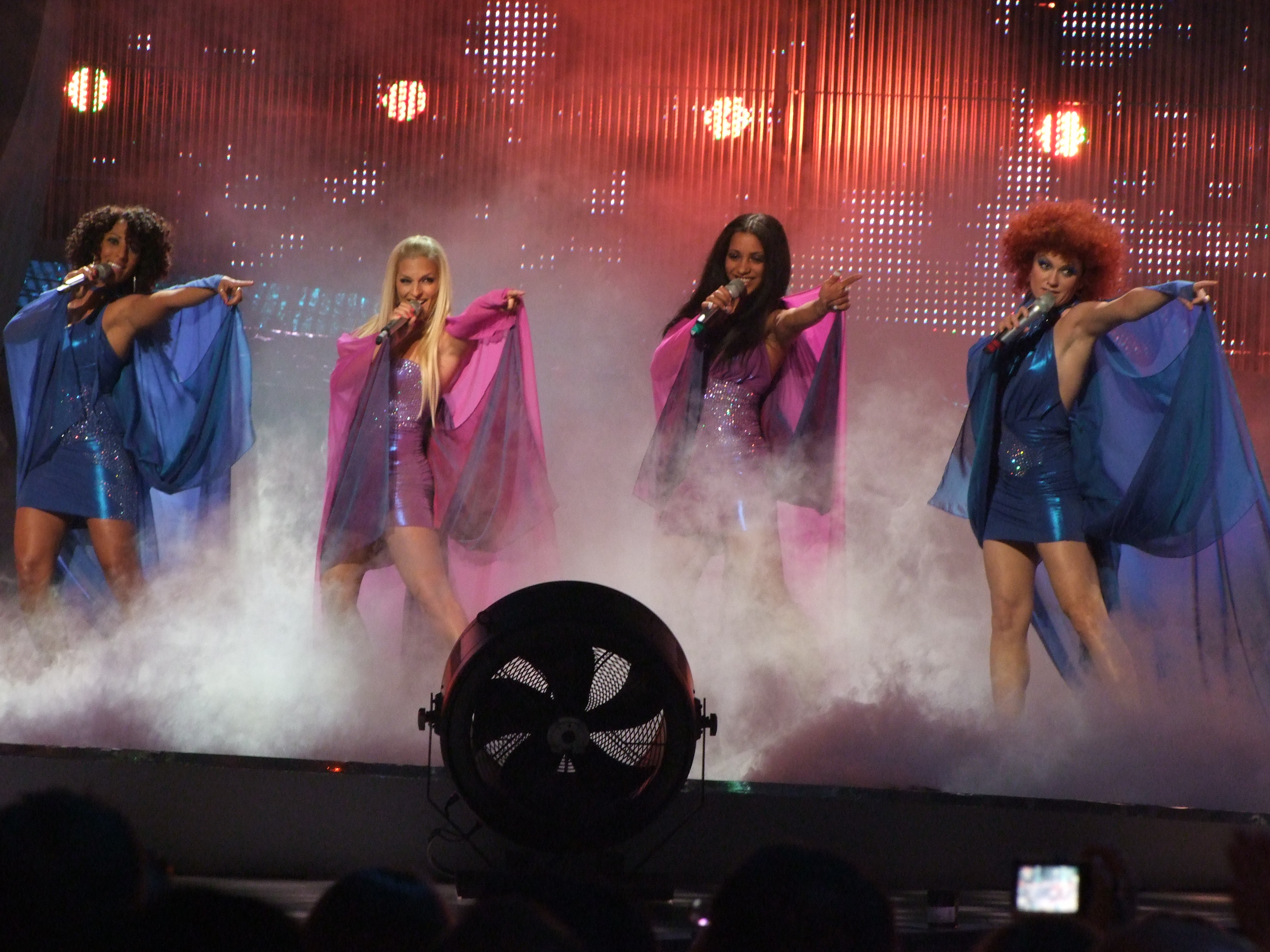
Die No Angels beim ESC 2008

Im Januar 2008 qualifizierte sich das Lied für die deutsche Vorentscheidung des Jahres 2008, die von Das Erste und dem NDR übertragen wurde. Diese Sendung verfolgten insgesamt 3,47 Millionen Zuschauer. Schließlich konnten sich die No Angels gegen Marquess (La histeria), Cinema Bizarre (Forever or Never) und Carolin Fortenbacher (Hinterm Ozean) durchsetzen.
Nach dem Sieg bei der Vorauswahl der No Angels gab es Plagiatsvorwürfe, da der Song Ähnlichkeiten mit dem von der SSDSDSSWEMUGABRTLAD-Kandidatin Steffi List aufgenommenen Lieds Breaking the Silence Ähnlichkeiten aufweisen solle: Die Anschuldigung erhob Daniel Lutz vom Radiosender Hitradio rt. 1 Augsburg. Das Ergebnis der vom NDR in Auftrag gegebenen Prüfung besagte, dass beide Lieder eine gewisse Ähnlichkeit aufweisen, es sich aber um eigenständige Lieder handeln würde.

### Finale des Eurovision Song Contest in Belgrad
Da Deutschland zu den „Big Five“-Ländern der Europäischen Rundfunkunion gehört, waren die No Angels bereits für das Finale im Mai 2008 qualifiziert. Bei Ankunft in Belgrad wurde Bandmitglied Wahls krank, konnte bei lediglich einer Probe teilnehmen und war während ihres restlichen Aufenthalts bis zum Finaltag in Quarantäne.
Während ihres Auftritts kam eine Windmaschine zum Einsatz und brachte die Kleider der No Angels zum Wehen, daneben wurden LED-Projektionen im Hintergrund erzeugt und es kam Pyrotechnik zum Einsatz. Deutschland erhielt insgesamt 14 Punkte und erreichte den 23. Platz. Hierbei kamen 12 Punkte aus Bulgarien, dem Heimatland des Bandmitglieds Lucy Diakovska, und 2 Punkte aus der Schweiz. Die gleiche Punktzahl erzielten auch Isis Gee für Polen mit dem Lied For Life antrat und Andy Abraham für Großbritannien mit dem Lied Even If.

## Rezeption

### Chartplatzierungen
Disappear erschien Ende Februar als Single, erreichte Platz vier der deutschen Singlecharts und hielt sich dort 14 Wochen. In Österreich belegte Disappear Platz 37, in der Schweiz Platz 96 und in Bulgarien den 40. Platz der Singlecharts. In den Radiocharts in Deutschland und in Ungarn erreichte der Song Platz 16. Darüber hinaus erreichte Disappear Platz zwei der wöchentlichen Downloadcharts in Deutschland und blieb zwei Wochen auf Platz eins der Trend-Hits-Charts, die die Songs mit dem größten Zuwachs an Verkäufen aufzeichnen.
| ChartsChartplatzierungen | Höchstplatzierung | Wochen |
| ------------------------ | ----------------- | ------ |
| Deutschland (GfK)        | 4 (14 Wo.)        | 14     |
| Österreich (Ö3)          | 37 (6 Wo.)        | 6      |
| Schweiz (IFPI)           | 96 (1 Wo.)        | 1      |

| ChartsJahrescharts (2008) | Platzierung |
| ------------------------- | ----------- |
| Deutschland (GfK)         | 78          |

### Auszeichnungen
Disappear wurde als Bester Song National des Jahres 2008 mit dem Szenepreis, dem größten schwul-lesbischen Medienpreis Deutschlands, ausgezeichnet.